# 일본은행
일본은행(일본어: 日本銀行 닛폰긴코[*])은 일본의 중앙은행이다. 약칭은 일은(일본어: 日銀 니치긴[*]). 일본국 정부로부터 독립한 법인으로 일본은행이 담당하는 금융 정책이 행정의 범주에 속할 수는 있으나 일본은행 자체가 일본의 행정기관에 속하지는 않는다.

## 발음
일본은행은 관습상 일본어로 닛폰긴코(にっぽんぎんこう)로 읽는데 법적으로 발음이 정해져 있지는 않다. 따라서 니혼긴코(にほんぎんこう)라고 읽는 경우도 있다. 일본 국세청이 관리하는 법인번호에 신고된 상호와 명칭의 후리가나는 닛폰긴코이며 일본은행권의 로마자 표기도 마찬가지로 닛폰긴코(NIPPON GINKO)다.
한편 구 일본은행 오카야마지점 본관을 니혼긴코로 안내하고 있으며 여러 민간기업이나 사전도 니혼긴코로 읽는 경우가 많다.

## 출자 증권
일본은행은 공적 자본과 민간 자본으로 존립하고 있는데 1억 엔의 자본금 중에서 일본 정부는 55%를 출자하고 있다. 「일본은행법」 규정에 따라 일본 정부는 자본금의 최소 55%를 반드시 보유해야 한다. 2022년 3월 시점에서 정부 이외의 출자자로는 개인 40.6%, 금융기관 1.9%, 공공단체 등 0.2%, 증권회사 0.0%, 기타 법인 2.3%다.
주주총회처럼 출자자로 구성된 기관이 존재하지 않아 출자자는 경영에 관여하는 것이 불가능하다. 또한 임원 선임권과 같은 공익권도 인정되지 않는다. 한편 자익권의 일종인 잉여금의 배당은 납입출자금액당 연 5% 이내로 제한되어 있다. 만약 일본은행이 해산을 결의하더라도 잔여 재산 중에서 납입출자금액을 초과하는 재산은 출자자가 아닌 국가에 귀속된다. 일본은행의 출자자에게 부여되는 이점은 1주의 액면금액에 상당하는 1구당 5엔 이하의 배당금을 받을 수 있다는 점밖에 없다. 따라서 개인 출자자들은 단기적 시세 차익을 목적으로 투자하는 게 일반적이다. 재무제표에 잉여금을 어떻게 처분했는지 기재되는데 1조 엔 정도의 잉여금(순이익)이 발생하면 500만 엔을 배당하고 5%를 법정준비금으로 적립하며 95%를 국고납부금으로 한다. 또한 별도로 법인세를 납부한다.
일본은행이 발행하는 출자 증권은 주식회사의 주식에 가까운데 도쿄 증권거래소의 JASDAQ 스탠더드 시장에 상장되어 있었다. 하지만 시장 재편과 함께 2022년 4월 4일부터 시장 구분이 사라졌다.
자본금 출자자에게는 출자구 수를 증명하는 출자 증권이 발행된다. 출자 증권은 도쿄 증권거래소에 상장돼 주식에 준해 거래되지만 증권보관진흥제도의 대상이 아니며 이 때문에 일본은행의 출자 증권을 취급하지 않는 증권회사도 있다. 상장 코드는 8301이다.
2018년 한 해 동안 도쿄 증권거래소에서 매매된 일본은행의 출자 증권 수는 46만 2,000구다. 100구권을 1구권 100매로 분할하는 것이 가능하며 100구 미만의 매매는 불가능하다.
일본은행의 출자 증권은 유가증권의 탈물질화(이른바 주식의 전자화)가 되어 있지 않으며 도쿄 증권거래소에서 출자 증권을 매매하면 반드시 현물 증권을 넘겨줘야 한다. 이는 일본 내의 증권거래소에서 이루어지는 매매 중에서 유일하게 현물 증권을 양도하는 사례다. 증권회사는 고객의 주문이 성립했을 때 3일 이내에 현금과 필요 서류를 챙겨 일본증권클리어링기구를 방문해 창구에서 현물 증권을 받아야 한다.

## 역사
메이지 시대는 일본의 근대적 기관들이 생겨난 시기였고 일본은행도 마찬가지로 이때 생겼다. 에도 시대에는 각 번에서 번찰을 발행했는데 이는 다른 번에서는 통용되지 않았다. 이에 메이지 유신으로 탄생한 신정부는 1871년에 「신화 조례」를 제정해 번찰을 폐지하고 새로운 화폐 단위 원(일본 엔)을 채용해 화폐를 통일했다. 1872년에는 「국립 은행 조례」를 제정해 메이지 국립 은행이 창설돼 지폐의 발행 업무를 담당했다. 1876년에 「국립 은행 조례」가 개정돼 불환지폐가 유통되기 시작했다. 하지만 각 번이 폐번치현으로 현으로 개편된 뒤에도 옛 번의 조폐국이 메이지 국립 은행으로 편입돼 여전히 화폐를 발행할 수 있었다. 이에 신정부는 1881년에 미쓰이 은행의 외환 업무를 폐지하는 등 대장경 마쓰카타 마사요시의 지휘하에 본격적인 중앙은행 창설 준비를 시작했다.
1882년 6월 27일 「일본은행 조례」를 공포한 뒤 같은 해 10월 6일 초대 총재로 요시하라 시게토시를, 초대 부총재로 도미타 데쓰노스케를 임명하면서 일본은행이 탄생했다. 벨기에 중앙은행을 모델로 창설된 일본은행은 자본금 1,000만 엔 중 정부가 반액을 출자하여 개업 면허를 발급받았고 10일부터 정식 영업을 개시했다. 1883년 4월 대장성으로부터 국고금 취급 업무를 이관받아 5월 6일에 국고국이 설치됐고 7월 1일부터 관련 업무를 시작했다.
1883년 5월 30일에 대장성의 주도하에 국립 은행의 지폐를 소각했으며 1884년 7월 1일부터 「태환은행권 조례」를 시행해 일본은행을 유일한 발권 은행으로 규정했다. 1885년에는 은본위제가 확립됐다. 1930년 11월에 국채 업무를 개시했다. 1942년 2월 24일 「일본은행법」(이른바 구 일은법)이 공포됐고 이에 따라 5월 1일 일본은행이 법인으로 개편되었으며 「일본은행 조례」와 「태환은행 조례」는 폐지됐다. 1943년에는 내국환 결제 사무를 시작하였으며 1952년에 외환 관리 등을 위임받았다.
1949년 6월 3일 「일본은행법」을 개정해 일본은행에 정책위원회를 신설했다. 1952년 국제 통화 기금에, 1970년 1월 국제결제은행에 출자, 가입하였다. 1973년 전국은행 데이터통신 시스템을, 1988년 일본은행 금융네트워크 시스템을 가동했다.
1997년 구 일은법을 전면개정해 「일본은행법」(이른바 신 일은법)을 공포하여 다음 해 4월 1일부터 시행했다. 신 일은법은 일본은행의 목적으로 첫째, 중앙은행으로서 은행권을 발행하고 둘째, 통화조절을 통하여 물가의 안정을 꾀함으로써 경제의 건전한 발전에 이바지하며, 끝으로 금융기관 간의 원활한 결제의 안정성을 확보하여 신용 질서의 유지에 기여하는 것으로 규정했다.

## 역할
신 일은법이 규정한 일본은행의 역할은 크게 두 가지로 물가의 안정과 금융 시스템의 안정이다. 신 일은법을 통해 일본은행은 명실상부하게 정부(특히 대장성과 통산성)로부터 독립해 운영될 수 있었다. 하지만 행정권은 내각에 속한다는 「일본국 헌법」 제65조에 위반한다는 비판도 존재한다.

### 기능
일본은행은 일본의 유일한 발권은행으로 일본은행권의 발행과 관리를 담당한다. 또한 프라임 레이트 조작, 공개시장운영, 지급준비율 조작 등을 통해 금융 정책을 시행하고 통화유통량을 조정하여 물가와 국민경제를 안정시키는 역할을 맡는다.
일본은행은 은행을 위한 은행이다. 일본은행의 당좌 예금을 통해 금융기관끼리의 거래를 수행할 수 있으며 내국환 업무를 통해 원활한 자금 결제나 일은특융 등 제도 담보를 통해 금융 질서의 안정을 꾀한다. 따라서 자연인과 일반 기업 등 법인은 일본은행에 계좌를 개설할 수 없다. 한편 일본은행은 정부를 위한 은행이기도 하다. 이에 국고금 출납 업무를 수행한다.
각종 통계 자료를 작성하는 것도 일본은행의 역할이다. 대표적으로 전국 기업 단기 경제 관측 조사가 있으며 그 외에도 기업물가지수, 기업동향서비스물가지수, 머니 스톡 통계, 자금순환통계, 국제수지통계 등을 작성한다. 그리고 금융경제정보를 수집하고 연구한다.

### 정책위원회
일본은행의 최고의사결정기관으로 정책위원회를 둔다. 정책위원회의 역할을 다양하지만 통화 및 금융 조절에 관한 방침과 일본은행의 업무 방침을 결정하며 직무 집행을 감독하는 것이 주된 임무다. 정책위원회는 총재 1명, 부총재 2명, 심의위원 6명 등 총 9명으로 구성되며 의장은 정책위원 중에서 호선한다. 이때 의장 직무대리를 누가 맡을지도 함께 정해야 한다.
정책위원회 회의는 의장을 포함해 재임중인 위원 중 2/3 이상이 출석해야만 열린다. 위원회의 의사는 출석 위원 과반수가 찬성하는 것으로 이루어지며 가부동수이면 의장의 결정을 따른다. 필요하면 재무상과 경제재정정책담당상이 정책위원회에 출석할 수 있다. 이들은 금융조절사항에 관한 의안을 제출하고 의결의 연기를 요구할 수 있지만 결의권을 가지지는 않는다.

## 조직
일본은행은 총재 1명, 부총재 2명, 감사(3명 이내), 이사(6명 이내), 참여(여러 명), 심의위원 6명 등의 임원이 존재한다. 총재, 부총재, 심의위원의 임기는 5년이며 중의원과 참의원의 동의를 거쳐 내각이 임명한다. 감사는 국회 동의 없이 내각이 임명하고 이사와 참여는 정책위원회의 추천을 거쳐 재무상이 임명한다. 감사와 이사의 임기는 4년이고 참여의 임기는 2년이다.

### 본점

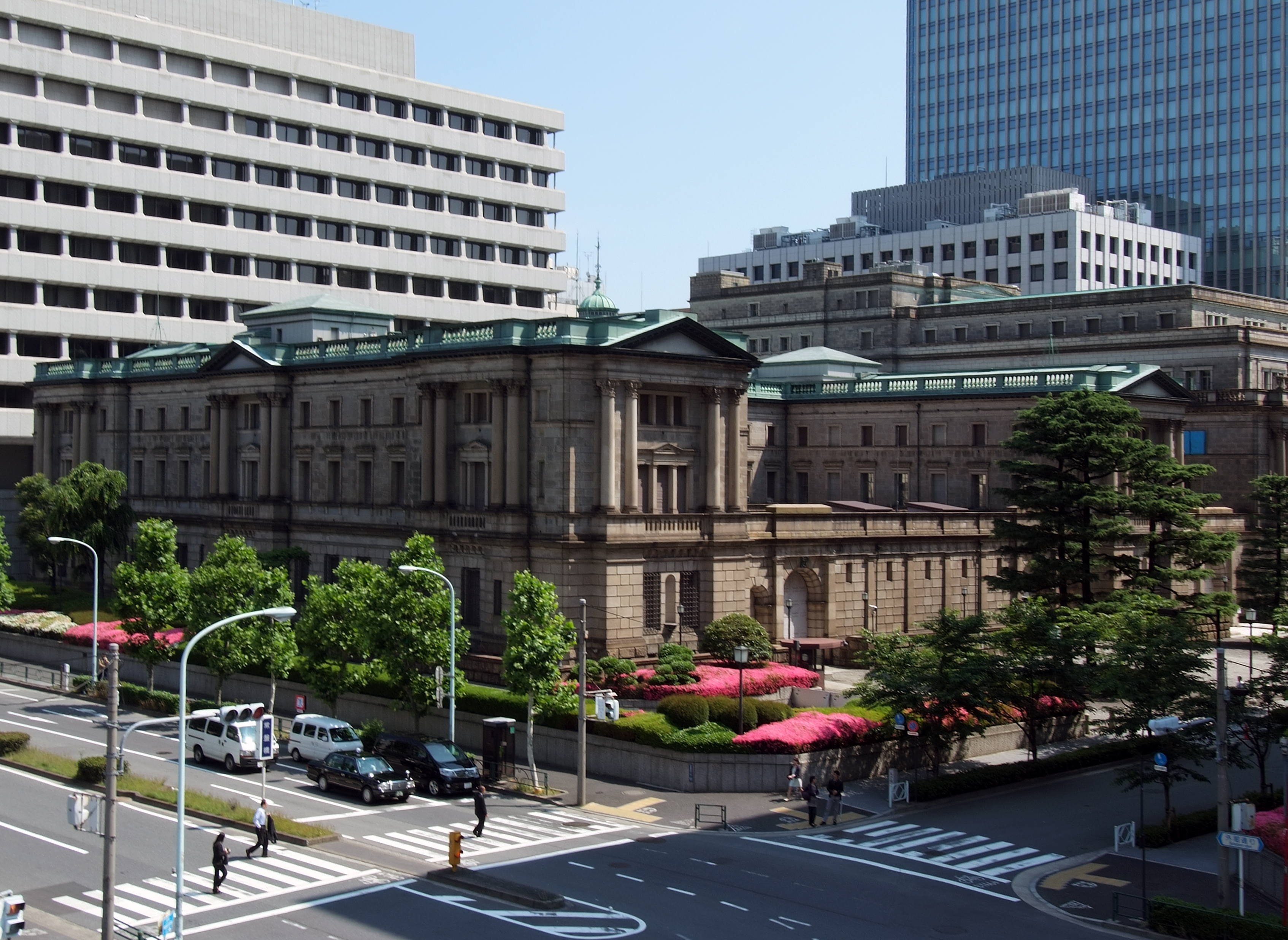
일본은행 본점.

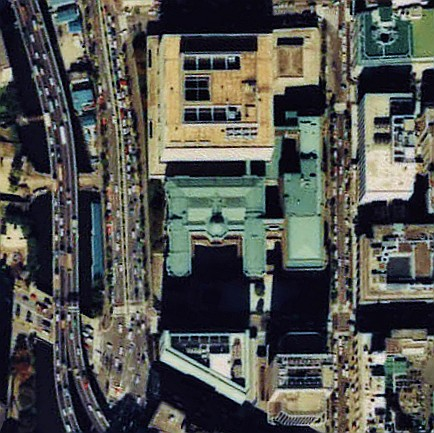
본점을 항공촬영한 사진.

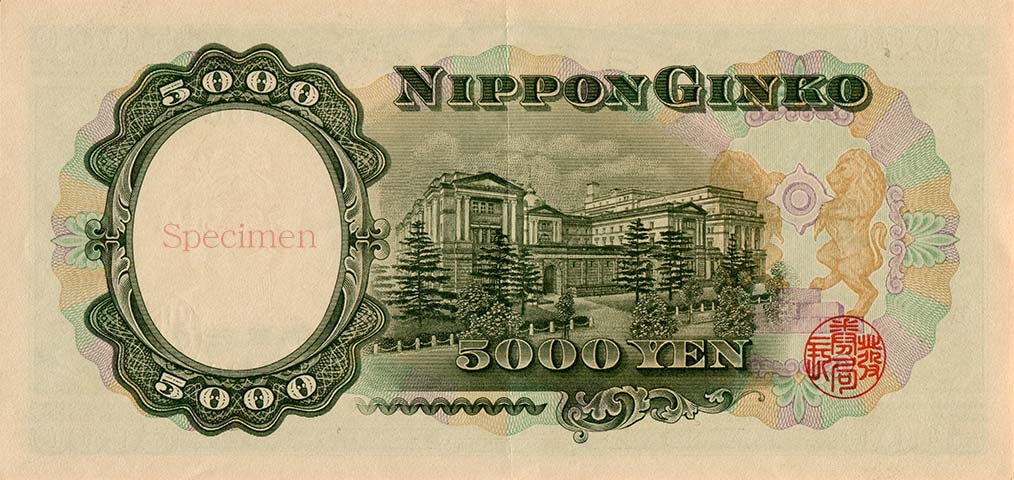
5000엔 지폐 C권 뒷면에 그려져 있는 본점 모습.

본점은 도쿄도 주오구에 있다. 건축가 다쓰노 긴고가 설계했으며 기둥과 돔은 바로크 양식을, 규칙적으로 나열된 창문은 르네상스 양식이 가미된 네오 바로크 양식을 적용했다. 벨기에 중앙은행이 모델이 되었으며 메이지 시대를 대표하는 근대 서양식 건축이기도 하다. 1974년에는 국가 중요문화재로 지정되었다.
위에서 건물을 내려다보면 엔(円)처럼 생긴 것으로 유명하다. 건축 당시에는 구자체를 사용하여 공식적으로는 圓을 사용했지만 이때도 이미 약자로서 円은 사용되고 있었다. 다만 円처럼 보이도록 상정하고 설계했는지는 불확실하다.
내부조직으로 2실 12국 1연구소가 있으며 자세한 것은 다음의 표와 같다.
| 실·국·연구소 | 과 |
| ------------ | --- |
| 정책위원회실 | 총무과·국회섭외과·홍보과·법무과·경영기획과·경리과·비서과                                                 |
| 검사실       | |
| 기획국       | 정책기획과·기획조정과·정책조사과                                                                         |
| 금융기구국   | 총무과·금융데이터과·고사운영과·고사기획과·금융1과·금융2과·금융3과·국제과·금융시스템조사과·금융고도화센터 |
| 결제기구국   | 결제시스템과·업무계속기획과                                                                              |
| 금융시장국   | 총무과·시장조절과·시장기획과·외환과                                                                      |
| 조사통계국   | 경제조사과·지역경제조사과·경제통계과·물가통계과                                                          |
| 국제국       | 총무과·국제제휴과·국제업무과·국제조사과·국제수지과                                                       |
| 발권국       | 총무과·총괄과·니혼바시발권과·도다발권과                                                                  |
| 업무국       | 총무과·총괄과·영업업무과·국고업무과·국채업무과                                                           |
| 시스템정보국 | 시스템기획과·정보서큐리티과·업무시스템개발과·정보시스템개발과·일본넷구축운행과·시스템기반구축과          |
| 정보서비스국 | 총무과·금융홍보과                                                                                        |
| 총무인사국   | 총무과·인사과·인재개발과                                                                                 |
| 문서국       | 총무과·관재과·물품과·후생과·관리과                                                                       |
| 금융연구소   | 경제파이넌스연구과·제도기반연구과·역사연구과                                                             |

### 지점 및 사무소

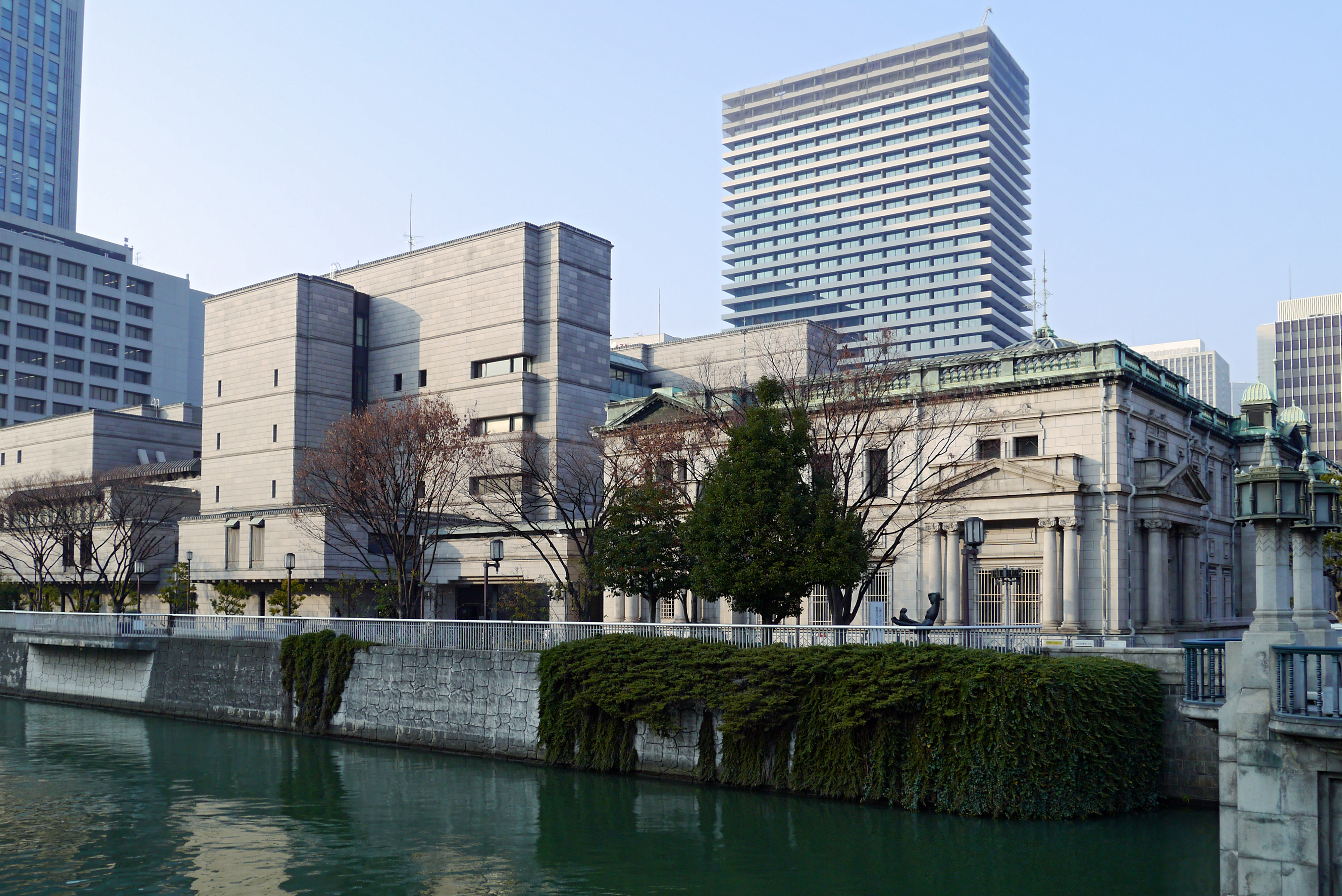
일본은행 오사카지점. 왼쪽은 구관이고 오른쪽은 신관이다.

일본은행의 지점은 총 32개, 국내사무소는 12개가 있으며 분관이 2개 있다.
| 총괄지점     | 지점 및 사무소   | 위치                                                                      | 개설일           | 관할 구역                                        |
| ------------ | ---------------- | ------------------------------------------------------------------------- | ---------------- | ------------------------------------------------ |
| 삿포로지점   | 구시로지점       | 북위 42° 58′ 48.9″ 동경 144° 23′ 11.5″ / 북위 42.980250° 동경 144.386528° | 1952년 10월 1일  | 도토 3국                                         |
| 삿포로지점   | 오비히로사무소   | 북위 42° 55′ 4.3″ 동경 143° 12′ 12.6″ / 북위 42.917861° 동경 143.203500°  | 1946년 8월       | 도카치 종합진흥국                                |
| 삿포로지점   | 삿포로지점       | 북위 43° 3′ 39.4″ 동경 141° 20′ 53.8″ / 북위 43.060944° 동경 141.348278°  | 1942년 1월 6일   | 구시로·하코다테지점 관할 이외 9국                |
| 삿포로지점   | 아사히카와사무소 | 북위 43° 46′ 6.8″ 동경 142° 21′ 46.8″ / 북위 43.768556° 동경 142.363000°  | 1946년 8월 1일   | 도호쿠 3국                                       |
| 삿포로지점   | 하코다테지점     | 북위 41° 46′ 12.3″ 동경 140° 43′ 45″ / 북위 41.770083° 동경 140.72917°    | 1893년 4월 1일   | 도난 2국                                         |
| 센다이지점   | 아오모리지점     | 북위 40° 49′ 21.5″ 동경 140° 44′ 46.3″ / 북위 40.822639° 동경 140.746194° | 1945년 5월       | 아오모리현                                       |
| 센다이지점   | 아키타지점       | 북위 39° 43′ 5.8″ 동경 140° 6′ 58.2″ / 북위 39.718278° 동경 140.116167°   | 1917년 8월 1일   | 아키타현                                         |
| 센다이지점   | 센다이지점       | 북위 38° 15′ 38″ 동경 140° 52′ 15.7″ / 북위 38.26056° 동경 140.871028°    | 1941년 10월 10일 | 미야기현, 이와테현, 야마가타현                   |
| 센다이지점   | 모리오카사무소   | 북위 39° 42′ 15.1″ 동경 141° 9′ 0.7″ / 북위 39.704194° 동경 141.150194°   | 1945년 8월 10일  | 이와테현                                         |
| 센다이지점   | 야마가타사무소   | 북위 38° 15′ 14.9″ 동경 140° 20′ 24.6″ / 북위 38.254139° 동경 140.340167° | 1945년 8월       | 야마가타현                                       |
| 센다이지점   | 후쿠시마지점     | 북위 37° 45′ 13.9″ 동경 140° 27′ 55.7″ / 북위 37.753861° 동경 140.465472° | 1899년 7월 15일  | 후쿠시마현                                       |
| 본점         | 마에바시지점     | 북위 36° 23′ 28.8″ 동경 139° 3′ 58.9″ / 북위 36.391333° 동경 139.066361°  | 1944년 12월 11일 | 군마현                                           |
| 본점         | 본점             | 북위 35° 41′ 11.5″ 동경 139° 46′ 17″ / 북위 35.686528° 동경 139.77139°    | 1882년 10월 10일 | 도쿄도, 사이타마현, 지바현, 도치기현, 이바라키현 |
| 본점         | 미토사무소       | 북위 36° 22′ 33.1″ 동경 140° 28′ 18″ / 북위 36.375861° 동경 140.47167°    | 1945년 8월       | 이바라키현                                       |
| 본점         | 요코하마지점     | 북위 35° 26′ 45.1″ 동경 139° 38′ 27.9″ / 북위 35.445861° 동경 139.641083° | 1945년 8월       | 가나가와현                                       |
| 본점         | 니가타지점       | 북위 37° 55′ 23.1″ 동경 139° 2′ 27.4″ / 북위 37.923083° 동경 139.040944°  | 1914년 7월 1일   | 니가타현                                         |
| 본점         | 고후지점         | 북위 35° 39′ 34.2″ 동경 138° 34′ 2.9″ / 북위 35.659500° 동경 138.567472°  | 1945년 7월 23일  | 야마나시현                                       |
| 본점         | 마쓰모토지점     | 북위 36° 14′ 13.9″ 동경 137° 58′ 17.5″ / 북위 36.237194° 동경 137.971528° | 1914년 7월 1일   | 나가노현                                         |
| 본점         | 나가노사무소     | 북위 36° 38′ 38.2″ 동경 138° 10′ 59.7″ / 북위 36.643944° 동경 138.183250° | 1945년 7월       |                                                  |
| 가나자와지점 | 가나자와지점     | 북위 36° 33′ 47.4″ 동경 136° 39′ 11.5″ / 북위 36.563167° 동경 136.653194° | 1909년 3월 15일  | 이시카와현, 도야마현, 후쿠이현                   |
| 가나자와지점 | 도야마사무소     | 북위 36° 41′ 20.7″ 동경 137° 13′ 3.5″ / 북위 36.689083° 동경 137.217639°  | 1945년 8월 1일   | 도야마현                                         |
| 가나자와지점 | 후쿠이사무소     | 북위 36° 3′ 47.3″ 동경 136° 13′ 1.8″ / 북위 36.063139° 동경 136.217167°   | 1946년 2월 15일  | 후쿠이현                                         |
| 나고야지점   | 시즈오카지점     | 북위 34° 58′ 34.2″ 동경 138° 22′ 40.4″ / 북위 34.976167° 동경 138.377889° | 1943년 6월 1일   | 시즈오카현                                       |
| 나고야지점   | 나고야지점       | 북위 35° 10′ 20.5″ 동경 136° 53′ 51.1″ / 북위 35.172361° 동경 136.897528° | 1897년 3월       | 아이치현, 기후현, 미에현                         |
| 오사카지점   | 교토지점         | 북위 35° 0′ 45.6″ 동경 135° 46′ 9.9″ / 북위 35.012667° 동경 135.769417°   | 1894년 4월 1일   | 교토부, 시가현                                   |
| 오사카지점   | 오사카지점       | 북위 34° 41′ 37.5″ 동경 135° 29′ 58.8″ / 북위 34.693750° 동경 135.499667° | 1882년 12월 15일 | 오사카부, 나라현, 와카야마현                     |
| 오사카지점   | 고베지점         | 북위 34° 41′ 15.7″ 동경 135° 11′ 37.9″ / 북위 34.687694° 동경 135.193861° | 1927년 6월 1일   | 효고현                                           |
| 히로시마지점 | 마쓰에지점       | 북위 35° 28′ 28.3″ 동경 133° 3′ 21.5″ / 북위 35.474528° 동경 133.055972°  | 1918년 3월       | 시마네현, 돗토리현                               |
| 히로시마지점 | 돗토리사무소     | 북위 35° 29′ 48.7″ 동경 134° 13′ 42.9″ / 북위 35.496861° 동경 134.228583° | 1945년 10월 15일 | 돗토리현                                         |
| 히로시마지점 | 오카야마지점     | 북위 34° 39′ 48.3″ 동경 133° 55′ 51.3″ / 북위 34.663417° 동경 133.930917° | 1922년 4월 1일   | 오카야마현                                       |
| 히로시마지점 | 히로시마지점     | 북위 34° 23′ 49.8″ 동경 132° 27′ 41.9″ / 북위 34.397167° 동경 132.461639° | 1905년 9월       | 히로시마현                                       |
| 히로시마지점 | 시모노세키지점   | 북위 33° 57′ 11.3″ 동경 130° 56′ 7.4″ / 북위 33.953139° 동경 130.935389°  | 1947년 12월 1일  | 야마구치현                                       |
| 다카마쓰지점 | 다카마쓰지점     | 북위 34° 20′ 52.8″ 동경 134° 2′ 53″ / 북위 34.348000° 동경 134.04806°     | 1942년 2월 2일   | 가가와현, 도쿠시마현                             |
| 다카마쓰지점 | 도쿠시마사무소   | 북위 34° 4′ 23″ 동경 134° 32′ 48″ / 북위 34.07306° 동경 134.54667°        | 1945년 4월       | 도쿠시마현                                       |
| 다카마쓰지점 | 마쓰야마지점     | 북위 33° 50′ 19″ 동경 132° 45′ 54.6″ / 북위 33.83861° 동경 132.765167°    | 1932년 11월 1일  | 아이치현                                         |
| 다카마쓰지점 | 고치지점         | 북위 33° 33′ 29.8″ 동경 133° 32′ 6.8″ / 북위 33.558278° 동경 133.535222°  | 1943년 11월 10일 | 고치현                                           |
| 후쿠오카지점 | 기타큐슈지점     | 북위 33° 52′ 49.4″ 동경 130° 53′ 10.1″ / 북위 33.880389° 동경 130.886139° | 1893년 10월 1일  | 기타큐슈시, 게치쿠                               |
| 후쿠오카지점 | 후쿠오카지점     | 북위 33° 35′ 35.8″ 동경 130° 24′ 1.4″ / 북위 33.593278° 동경 130.400389°  | 1941년 12월 1일  | 기타큐슈지점 관할 외의 후쿠오카현, 사가현        |
| 후쿠오카지점 | 사가사무소       | 북위 33° 15′ 35.9″ 동경 130° 17′ 57.2″ / 북위 33.259972° 동경 130.299222° | 1946년 2월       | 사가현                                           |
| 후쿠오카지점 | 오이타지점       | 북위 33° 14′ 19.3″ 동경 131° 37′ 4.4″ / 북위 33.238694° 동경 131.617889°  | 1945년 7월       | 오이타현                                         |
| 후쿠오카지점 | 나가사키지점     | 북위 32° 45′ 9.8″ 동경 129° 52′ 52.4″ / 북위 32.752722° 동경 129.881222°  | 1945년 4월 2일   | 나가사키현                                       |
| 후쿠오카지점 | 구마모토지점     | 북위 32° 47′ 49.1″ 동경 130° 42′ 15″ / 북위 32.796972° 동경 130.70417°    | 1917년 8월       | 구마모토현                                       |
| 후쿠오카지점 | 가고시마지점     | 북위 31° 34′ 58.6″ 동경 130° 32′ 57.9″ / 북위 31.582944° 동경 130.549417° | 1943년 4월 1일   | 가고시마현, 미야자키현                           |
| 후쿠오카지점 | 미야자키사무소   | 북위 31° 55′ 9.5″ 동경 131° 25′ 26.7″ / 북위 31.919306° 동경 131.424083°  | 1946년 2월       | 미야자키현                                       |
| 후쿠오카지점 | 나하지점         | 북위 26° 13′ 27.6″ 동경 127° 41′ 39.4″ / 북위 26.224333° 동경 127.694278° | 1972년 5월 15일  | 오키나와현                                       |

해외사무소도 7개가 있는데 뉴욕, 워싱턴 D.C., 런던, 파리, 프랑크푸르트암마인, 홍콩, 베이징시에 있다.

## 역대 총재
| 대수 | 이름                              | 이름                | 재임 기간                         | 비고         |
| ---- | --------------------------------- | ------------------- | --------------------------------- | ------------ |
| 초대 |                                   | 요시하라 시게토시   | 1882년 10월 6일~1887년 12월 19일  | 재임 중 사망 |
| 2대  |                                   | 도미타 데쓰노스케   | 1888년 2월 22일~1889년 9월 3일    |              |
| 3대  |                                   | 가와다 고이치로     | 1889년 9월 3일~1896년 11월 7일    | 재밍 중 사망 |
| 4대  |                                   | 이와사키 야노스케   | 1896년 11월 11일~1898년 10월 20일 |              |
| 5대  |                                   | 야마모토 다쓰오     | 1898년 10월 20일~1903년 10월 19일 |              |
| 6대  |                                   | 마쓰오 시게요시     | 1903년 10월 20일~1911년 6월 1일   |              |
| 7대  |                                   | 다카하시 고레키요   | 1911년 6월 1일~1913년 2월 20일    |              |
| 8대  |                                   | 미시마 야타로       | 1913년 2월 28일~1919년 3월 7일    | 재임 중 사망 |
| 9대  |                                   | 이노우에 준노스케   | 1919년 3월 13일~1923년 9월 2일    |              |
| 10대 |                                   | 이치키 오토히코     | 1923년 9월 5일~1927년 5월 9일     |              |
| 11대 |                                   | 이노우에 준노스케   | 1927년 5월 10일~1928년 6월 12일   |              |
| 12대 |                                   | 히지카타 히사아키라 | 1928년 6월 12일~1935년 6월 4일    |              |
| 13대 |                                   | 후카이 에이고       | 1935년 6월 4일~1937년 2월 9일     |              |
| 14대 |                                   | 이케다 시게아키     | 1937년 2월 9일~1937년 7월 27일    |              |
| 15대 |                                   | 유키 도요타로       | 1937년 7월 27일~1944년 3월 18일   |              |
| 16대 |                                   | 시부사와 게이조     | 1944년 3월 18일~1945년 10월 9일   |              |
| 17대 |                                   | 아라키 에이키치     | 1945년 10월 9일~1946년 6월 1일    |              |
| 18대 |                                   | 이치마다 히사토     | 1946년 6월 1일~1951년 5월 31일    |              |
| 18대 | 1951년 6월 1일~1954년 12월 10일   | 이치마다 히사토     |                                   |              |
| 19대 |                                   | 아라키 에이키치     | 1954년 12월 11일~1956년 11월 30일 |              |
| 20대 |                                   | 야마기와 마사미치   | 1956년 11월 30일~1961년 11월 29일 |              |
| 20대 | 1961년 11월 30일~1964년 12월 17일 | 야마기와 마사미치   |                                   |              |
| 21대 |                                   | 우사미 마코토       | 1964년 12월 17일~1969년 12월 16일 |              |
| 22대 |                                   | 사사키 다다시       | 1969년 12월 17일~1974년 12월 16일 |              |
| 23대 |                                   | 모리나가 데이이치로 | 1974년 12월 17일~1979년 12월 16일 |              |
| 24대 |                                   | 마에카와 하루오     | 1979년 12월 17일~1984년 12월 16일 |              |
| 25대 |                                   | 스미타 사토시       | 1984년 12월 17일~1989년 12월 16일 |              |
| 26대 |                                   | 미에노 야스시       | 1989년 12월 17일~1994년 12월 16일 |              |
| 27대 |                                   | 마쓰시타 야스오     | 1994년 12월 17일~1998년 3월 20일  |              |
| 28대 |                                   | 하야미 마사루       | 1998년 3월 20일~2003년 3월 19일   |              |
| 29대 |                                   | 후쿠이 도시히코     | 2003년 3월 20일~2008년 3월 19일   |              |
| -    |                                   | 시라카와 마사아키   | 2008년 3월 20일~2008년 4월 9일    | 직무대행     |
| 30대 | 2008년 4월 9일~2013년 3월 19일    | 시라카와 마사아키   |                                   |              |
| 31대 |                                   | 구로다 하루히코     | 2013년 3월 20일~2013년 4월 8일    |              |
| 31대 | 2013년 4월 9일~2018년 4월 8일     | 구로다 하루히코     |                                   |              |
| 31대 | 2018년 4월 9일~2023년 4월 8일     | 구로다 하루히코     |                                   |              |
| 32대 |                                   | 우에다 가즈오       | 2023년 4월 9일~                   |              |

## 논란 및 비판
1998년 3월 11일 일본은행 직원들이 일본흥업은행과 산와 은행으로부터 고액의 접대를 받은 뒤 공표하기 전의 금융 동향에 관한 기밀 정보를 넘겨주거나 새로운 자금 거래 입찰 참가를 허용해주는 등 편의를 봐준 의혹이 제기되었다. 이로 인해 영업국 증권과장 요시자와 야스유키가 체포되었으며 총재 마쓰시타 야스오와 후계 총재로 여겨지던 부총재 후쿠이 도시히코가 책임을 지는 차원에서 사임했다.
2004년 11월 25일 마에바시지점의 직원 몇 명이 상사 등 관리자가 자리를 비웠을 때 당시 신규 발행됐던 지폐 중에서 일련번호가 렙디지트로 되어 있는 지폐 4장과 자신들이 가지고 있던 일반 지폐 4장을 바꿔치기하는 일이 벌어졌다. 사건을 일으킨 직원들은 최대 1주간 휴직 처분을 받았으며 일본은행은 조직 차원에서 사과했다. 그런데 12월 16일에는 고베지점에서도 똑같은 사건이 발생했다. 심지어 마에바시지점 사건 이후 본점에서 특별조사를 시행했음에도 밝혀내지 못했기에 더더욱 비판을 받았다.
한편 일본은행이 공식적으로 공개하거나 발표하는 문건은 난해하고 애매한 표현이 많다는 지적이 있다. 미세한 해석의 차이로 의미가 크게 달라지는 경우도 많아 시장 관계자들이 이를 해독하는 데 골치를 썩는다는 비판은 오래되었다. 이에 일은문자라는 비판까지 나왔다.

## 같이 보기
- 일본 엔
- 일본은행 정책위원회
- 일본의 은행 목록
- 메이지 국립 은행
- 전국 기업 단기 경제 관측 조사

### 내용주
1. ↑  이 규정을 근거로 일부에선 일본은행이 일본 정부가 보유한 자회사라고 주장하기도 한다. 하지만 일본 정부는 일본은행에 대한 결의권을 가지고 있지 않으므로 이 주장은 그릇된 것이다.[7]
2. ↑  폐쇄되었다가 재개설한 경우 재개설한 날짜만 기재했다.